# 四倉町上柳生
四倉町上柳生（よつくらまち かみやぎゅう）は、福島県いわき市の大字である。郵便番号は979-0226。

## 地理
いわき市北東部の四倉地区に属する。東で四倉町下柳生、南で平絹谷、南西で平上平窪、西から北にかけ四倉町駒込とそれぞれ隣接する。概ね町村制施行以前の磐城郡上柳生村の流れを汲む地域である。二級水系夏井川水系仁井田川中流域、右岸支流桧川との合流点付近の平地とその南側の山林、および左岸部の北野天満宮や熊野神社周辺の平地と北側の山林の一部を主な範囲とする。平地には水田が広がり、仁井田川北側の山裾に集落が位置する。南側の高台には果樹園が切り開かれている箇所もある。内郷御厩町内に所在するいわき中央警察署及び四倉町に所在する平消防署四倉分署がそれぞれ管轄にあたる。

### 主な字
字
- 宮下
- 沖ノ宮
- 中山
- 安手口

### 河川
- 仁井田川
  - 桧川

## 歴史
- 1879年1月27日 - 笠間藩領上柳生村が福島県内における郡区町村制の施行により磐城郡の村となる[4]。
- 1889年4月1日 - 町村制の施行により上柳生村が戸田村、中島村、白岩村、下柳生村、薬王寺村、玉山村、山田小湊村、駒込村、八茎村、山小屋村と合併し、大野村が発足する。旧上柳生村域は大野村の大字となる。[4]。
- 1896年4月1日 - 磐城郡と周辺郡との合併により石城郡が発足し、石城郡大野村となる[4]。
- 1955年3月10日 - 大野村が四ツ倉町、大浦村と合併して、四倉町が発足し、四倉町の大字となる[4]。
- 1966年10月1日 - 四倉町が平市・磐城市・常磐市・勿来市・内郷市、石城郡小川町・遠野町・川前村・田人村・好間村・三和村、双葉郡久之浜町・大久村と合併しいわき市となり、いわき市四倉地区の大字となる[4]。

## 世帯数と人口
2023年10月31日現在の世帯数と人口は以下の通りである。
| 大字         | 世帯数 | 人口 |
| ------------ | ------ | ---- |
| 四倉町上柳生 | 25世帯 | 72人 |

## 小・中学校の学区
市立小・中学校に通う場合、学区は以下の通りとなる。
| 番地 | 小学校               | 中学校               |
| ---- | -------------------- | -------------------- |
| 全域 | いわき市立大浦小学校 | いわき市立四倉中学校 |

## 交通

### 道路
- 福島県道41号小野四倉線

## 施設
- 北野天満宮
- 熊野神社